# 土屋陽三郎
土屋 陽三郎（つちや ようざぶろう、1914年6月16日 - 1999年1月6日）は、日本の実業家、灰皿コレクター。三洋証券創業者で、同社社長や会長、日本証券アナリスト協会副会長、東京証券取引所理事などを歴任した。

## 人物・経歴
東京府日本橋区で、土屋鋭太郎の次男として生まれる。旧制府立第一中学校（現東京都立日比谷高等学校）を経て、小説家を志し、旧制高等学校の文科進学を希望するも、父に反対され、東京商科大学（現一橋大学）予科へ進学した。1935年（昭和10年）に予科を修了後、1938年（昭和13年）、同大学を卒業した。
大学卒業後、家業である株式仲買業の土屋鋭太郎商店に入店。翌1939年（昭和14年）には個人投資家向け調査誌の草分けである「証券と投資」を発刊し、執筆活動も行った。1943年（昭和18年）に土屋証券（のちの三洋証券）を設立し社長に就任。
第二次世界大戦後の1949年（昭和24年）に東京証券取引所の創立総会で理事に選任される。同年、法務省法制審議会委員にも就任した。
1959年（昭和34年）に、日本生産性本部の証券業視察団としてアメリカ合衆国を訪問し、これが後の日本証券アナリスト協会設立の契機となった。1962年（昭和37年）には、日本証券アナリスト協会設立に向けた準備会合に参加し、発起人の一人となる。また、日東証券の社長も務めた。
1965年（昭和40年）には、日本証券アナリスト協会の運営委員会副委員長に就任。1967年（昭和42年）、東証ペンクラブが設立され、初代会長に就任した。
1973年（昭和48年）には、社団法人化された日本証券アナリスト協会の設立総会で副会長に選任された。その後、1980年（昭和55年）に副会長を退任するまで、証券アナリスト資格制度創設委員会委員長などとして教育・資格制度の基礎を築き、規律委員会委員長として「証券アナリスト職業行為基準」を制定するなどした。
1985年（昭和60年）には鱗光賞（のちの日鱗賞）を受賞。1989年（平成元年）には石井記念証券研究振興財団の設立発起人となった。同年、三洋証券会長を退任して、最高顧問に退いた。1999年（平成11年）1月6日に84歳で逝去した。

## 旧「世界のたばこ工芸館」コレクション（土屋コレクション）
1959年（昭和34年）に初めてヨーロッパを訪れた際、ローマで入手したヴェネチアン・グラス製の灰皿をきっかけに、約4,700点にわたる灰皿を蒐集した。このコレクションは、1994年（平成6年）から自身で開設した世界のたばこ工芸館で公開され、1999年（平成11年）にたばこと塩の博物館のコレクションに加わった。

## 著書
- 『株式投資の基礎知識』実業之日本社、1948年
- 『株式投資の基礎知識 再版』実業之日本社、1949年
- 『株式投資の基礎知識 新訂』（実業之日本株式投資叢書）実業之日本社、1953年
- 『株式投資の基礎知識 改訂版』実業之日本社、1955年
- 『新・株式投資の基礎知識 解説編・実戦編』実業之日本社、1958年
- 『新・株式投資の基礎知識』実業之日本社、1959年
- 『国際化する証券業界』黎明会、1969年
- 『証券市場の現況と展望』黎明会、1977年
- 『灰皿』現代企画室、1989年

## 賞歴
- 1985年（昭和60年） - 鱗光賞[11]
- 1992年（平成4年） - 日本証券アナリスト協会功労者表彰[6]